# Los Remedios
Los Remedios è un quartiere della città di Siviglia, in Spagna.
Il quartiere inizia ad ovest del fiume Guadalquivir, nelle adiacenze del centro ed è uno dei più grandi e meglio collegati della città, sede di numerosi negozi. 
Il quartiere storicamente è abitato dalla borghesia medio-alta sivigliana e collega a nord con il quartiere di Triana, a est con il Guadalquivir e il centro, il quartiere Tablada al sud.
Le sue vie principali sono la Avenida de la República Argentina, che inizia da Plaza de Cuba, subito dopo il fiume, la calle de Asunción, la più importante via commerciale del quartiere e una delle principali di Siviglia, la calle de Virgen de Luján, la calle Santa Fe, la calle Niebla, la Avenida Presidente Carrero Blanco, la Avenida Ramón de Carranza, la calle Juan Sebastián Elcano e la calle Fernando IV.